# Стеньга

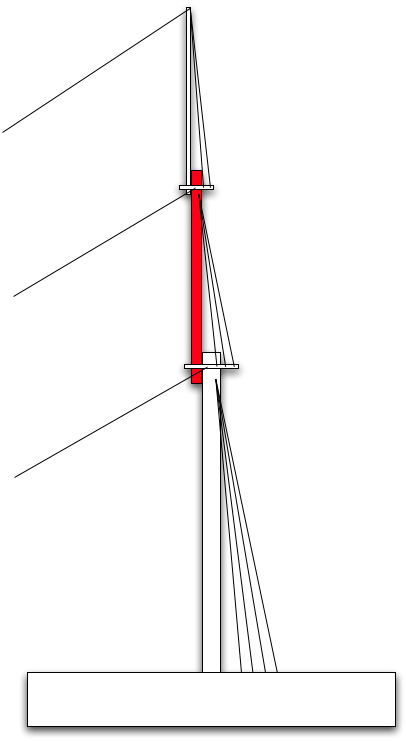
Корабельная мачта. Стеньга выделена красным

Сте́ньга (сте́нга, стенг) (от нидерл. steng — «шест, штанга») — часть судового рангоута, служащая продолжением верхнего конца мачты.
Стеньги присоединяются к топу нижней мачты при помощи стень-эзельгофтов, опираясь на шлагтовы, лежащие на саллингах марсов. Раскрепляются стеньги стень-вантами, стень-фордунами, стень-штагами и стень-бакштагами.
Название зависит от названия мачты: фор-стеньга, грот-стеньга, крюйс-стеньга, блинда-стеньга.
Стеньги используются для крепления рангоутного дерева, несущего парусное вооружение (гафелей, реев), сигнальных фалов и судовых огней.